# Komnata Turecka

## Historia
Komnata turecka jest częścią Drezdeńskiej Zbrojowni. Przechowuje kolekcję dzieł sztuki pochodzących z Imperium Osmańskiego; osobny dział stanowi od końca XVI wieku, choć dokładna data jej otwarcia nie jest znana. W 1614 r. pojawiła się nazwa „Komnata Turecka”. Jest to najobszerniejszy zbiór tego rodzaju w Niemczech.
Przez kilka stuleci władcy sascy dzięki podarunkom dyplomatycznym, zakupom oraz łupom zdobywanym w bitwach toczonych z Turkami, zebrali niezrównaną w Niemczech kolekcję orientalnych dzieł sztuki. Kolekcja jest jednocześnie wyrazem wzrastającego zainteresowania władców saksońskich sztuką i obyczajem Orientu, gdyż część eksponatów powstała pod wpływem tureckim w warsztatach europejskich. Kolekcja składa się z: broni orientalnej, ozdobnych siodeł i rzędów, kostiumów, namiotów, chorągwi i innych dzieł sztuki powstałych od XVI aż po wiek XIX. 
Ponad 600 obiektów otrzymało nową powierzchnię wystawową w zamku. Głównymi atrakcjami obok broni, szyszaków, hełmów, chorągwi i szat są artystycznie wyrzeźbione i pomalowane figury ogierów arabskich naturalnej wielkości. Porównywalne namioty należące do tureckich dostojników podziwiać można w Niemczech jedynie w Dreźnie. Pod sufitem rozpięty jest okazały namiot o długości 20 m, wysokości 6 m i szerokości 8 m.
Prezentowane na drugim piętrze Zbrojowni na powierzchni wynoszącej 750 metrów zbiory te, po raz pierwszy od prawie siedemdziesięciu lat, są udostępnione publicznie.